# Hrapavica
Hrapavica (hrapovača; lat. Achnatherum), biljni rod iz porodice trava koji se sastoji od desetak vrsta trajnica. U Hrvatskoj raste planinska hrapavica (Achnatherum calamagrostis) i kratkobodljasto kovilje (Achnatherum bromoides), koje je nekada uključivano rodu Stipa (kovilje).

## Vrste
1. Achnatherum brandisii (Mez) Z.L.Wu
2. Achnatherum bromoides (L.) P.Beauv.
3. Achnatherum calamagrostis (L.) P.Beauv.
4. Achnatherum confusum (Litv.) Tzvelev
5. Achnatherum inebrians (Hance) Keng
6. Achnatherum jacquemontii (Jaub. & Spach) P.C.Kuo & S.L.Lu
7. Achnatherum miliaceum (L.) P.Beauv.
8. Achnatherum paradoxum (L.) Banfi, Galasso & Bartolucci
9. Achnatherum pekinense (Hance) Ohwi
10. Achnatherum pilosum Z.S.Zhang & W.L.Chen
11. Achnatherum pubicalyx (Ohwi) Keng f. ex P.C.Kuo
12. Achnatherum sibiricum (L.) Keng ex Tzvelev
13. Achnatherum turcomanicum (Roshev.) Tzvelev
14. Achnatherum virescens (Trin.) Banfi, Galasso & Bartolucci